# A Família Robinson (1960)
A Família Robinson (em inglês:  Swiss Family Robinson) é um filme de aventura britano-americano de 1960, dirigido por Ken Annakin. O roteiro adapta livremente o romance de 1812 Der Schweizerische Robinson (em português, "A família do Robinson suíço") de Johann David Wyss.
As filmagens foram na ilha de Tobago e no Pinewood Studios na Inglaterra. Foi o segundo filme a adaptar o romance, sendo que a primeira versão fora feita em 1940, uma realização ambiciosa da RKO. Em 1925, houve uma versão em forma de seriado, com o título de Perils of the Wild.
Swiss Family Robinson foi a primeira produção em wide screen da Disney usando lentes Panavision. As anteriores tinham sido em CinemaScope.
O filme arrecadou no total 40 milhões de dólares tornando-se a maior bilheteria de 1960, superando outras grandes produções tais como Psicose, Spartacus e Exodus.

## Elenco
- John Mills...Pai Robinson
- Dorothy McGuire...Mãe Robinson
- James MacArthur...Fritz Robinson
- Janet Munro...Roberta 'Bertie'
- Sessue Hayakawa...Kuala, chefe dos piratas
- Tommy Kirk...Ernst Robinson
- Kevin Corcoran...Francis Robinson
- Cecil Parker...capitão Moreland
- Andy Ho...Auban
- Milton Reid...Pirata grande
- Larry Taylor...pirata

## Sinopse
Os Robinsons, uma família suiça de colonos que viaja para a Nova Guiné, sofre um naufrágio quando o navio em que estavam fugia de piratas e colide contra rochas ao ser avariado por uma tempestade. Eles ficaram presos na cabine e quando conseguem se livrar, percebem que o capitão e a tripulação haviam abandonado a embarcação. O pai Robinson e seus três filhos, constroem uma jangada com a madeira do navio destruído e se dirigem até uma praia próxima, acompanhados da Mãe Robinson e de dois enorme cães, que foram abandonados no navio. Enquanto esperam serem resgatados, constroem uma confortável casa da árvore e domesticam vários animais. Eles acham que é uma ilha mas que poderia ter alguma ligação com o continente, dada a variedade de vida animal que encontram: tigres, avestruzes, zebras, hienas, cobras, lagartos, macacos e outros. Os filhos mais velhos, Fritz e Ernst, resolvem navegar pela costa para investigarem essa possível ligação, e acabam encontrando o esconderijo dos piratas que estão com dois prisioneiros, o capitão inglês Moreland e seu neto "Bertie". Os irmãos libertam o rapaz mas são vistos e os piratas o perseguem. Ao voltarem para a praia eles descobrem que Bertie é na verdade uma garota, de nome Roberta. Com a família reunida, eles se preparam para o ataque dos piratas, que sabem logo acontecerá.

## Produção
Após assistirem o filme de 1940, Walt Disney e Bill Anderson decidiram refilmá-lo com versão própria da história. Anderson chamou o diretor Ken Annakin durante as filmagens de Third Man on the Mountain, que estavam sendo realizadas em Zermatt, na Suiça. Ken Annakin tinha trabalhado para a Disney antes, no filme de 1953 The Sword and the Rose.

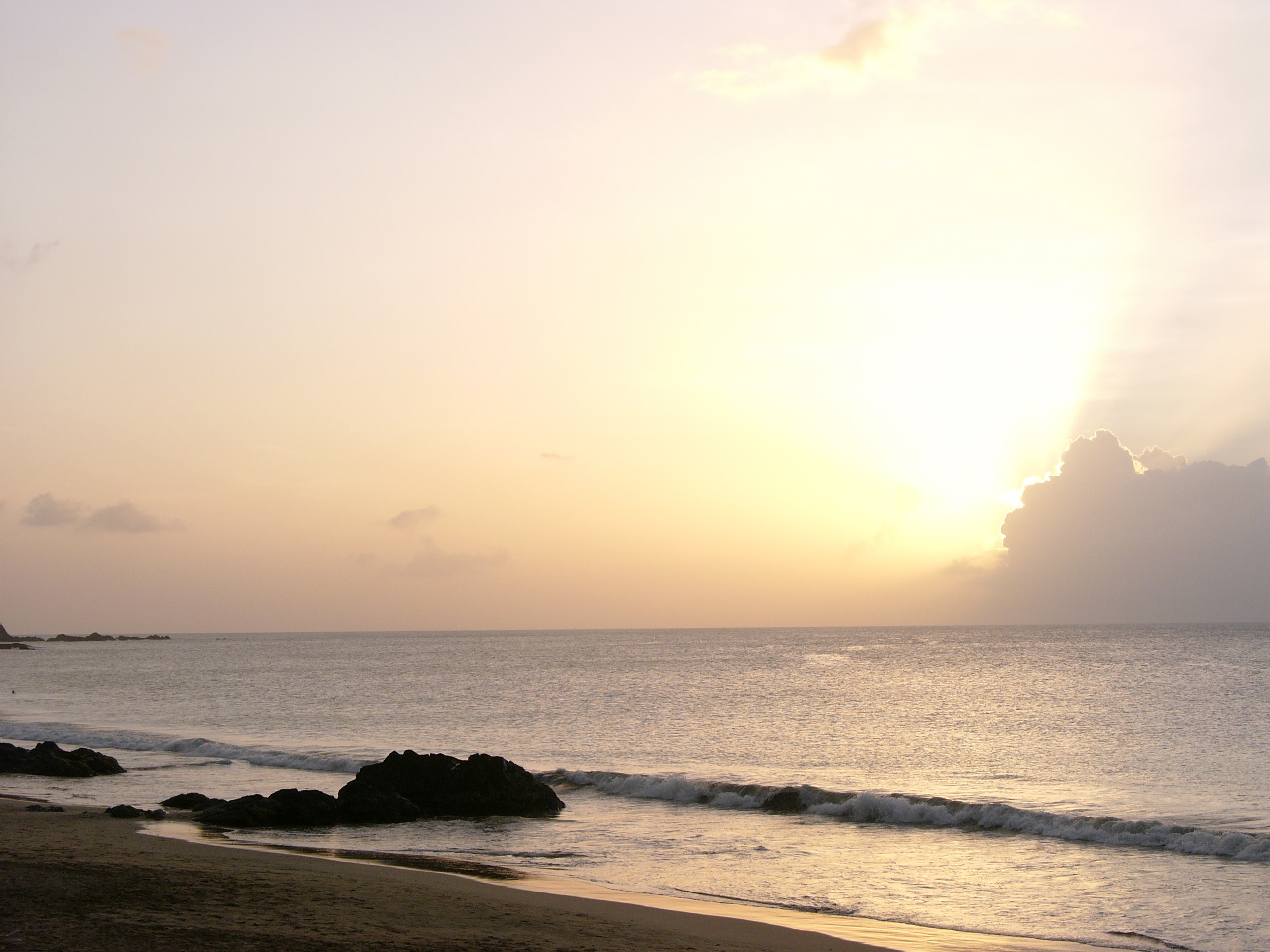
Vista da ilha de Tobago, cenário natural do filme.

Annakin queria filmar no Ceilão, e o produtor associado Basil Keys, na África Oriental. Bill Anderson sugeriu o Caribe. Foram visitadas Jamaica e Trinidad, mas não era o que queriam. Em Trinidad, alguém lhes falou da ilha próxima de Tobago, e quando avistaram o cenário, decidiram que seria ali. Mas uma das dificuldades para a produção foi que não havia vida selvagem local, como previa a história. Com a aprovação de Walt Disney, elenco e equipe técnica conseguiram passaportes para uma estadia de seis meses na ilha.

Se um escorpião não me morder durante a noite eu pego meu carro, se eu não derrapar com ele por um penhasco, eu chego ao pântano. Se eu conseguir atravessá-lo sem afundar em uma areia movediça, comido vivo pelos caranguejos ou picado por uma cobra, eu chego na praia. Eu saio da praia, tentando evitar ser mordido pelos insetos e vou para o mar. Se os tubarões e barracudas não estiverem por perto, nos conseguimos filmar e aí teremos que fazer a coisa toda no sentido inverso, se, é claro, não tivermos sido mortos por insolação.

— Ator John Mills, em tradução aproximada sobre o que disse das dificuldades nas filmagens.
Sobre a casa na árvore, Annakin disse que "era muito sólida, capaz de suportar doze membros do elenco e equipe, e foi construída em partes que podiam ser separadas e reconstruídas...". A árvore não era um lugar fácil para se filmar, com apenas 3 horas de luz natural, devido a vegetação ao redor. A casa da árvore dos Robinsons tornou-se atração em muitos parques da Disney.
Outro problema foi a tempestade tropical Edith (1959), que alcançou Tobago durante as filmagens. Muitos cenários ficaram inundados, inclusive o da casa da árvore, o que interrompeu os trabalhos por semanas. Vários membros da equipe de produção ajudaram os nativos a reconstruirem seus lares.
O roteiro requeria animais de várias partes do mundo. 14 treinadores foram contratados para ensinarem os animais trazidos a agirem de acordo com o roteiro.

## Refilmagem
Em 12 de dezembro de 2004, a Revista Variety noticiou que um remake de Swiss Family Robinson estava em desenvolvimento por Walt Disney Studios com Mandeville Films  Em junho de 2005, Variety confirmou que o diretor Jonathan Mostow tinha sido escolhido. Os produtores seriam David Hoberman e Todd Lieberman. A produção não começou até o início de 2009 quando se noticiou que o remake estava ainda a ser discutido. Nessa época, falou-se que o filme que teria o nome de The Robinsons contaria no elenco com Will Smith, Jada Pinkett Smith e os três filhos dele - Trey, Jaden e Willow. Até 2012, não houve um pronunciamento oficial sobre elenco ou início da produção.

## Quadrinhos
Assim como era comum dos filmes Disney, houve uma adaptação para os quadrinhos desenhada por John Ushler. Foi publicado no Brasil com o nome de "A Família do Robinson Suíço".

## Literatura
- Maltin, Leonard (1995). The Disney Films : 3rd Edition. New York.: Hyperion Books. ISBN 0-7868-8137-2